# Star Wars: Jedi Starfighter
Star Wars: Jedi Starfighter ist ein Action-Videospiel für PlayStation 2 und Xbox aus dem Jahr 2002, das von LucasArts entwickelt und veröffentlicht wurde. Es ist der Nachfolger von Star Wars: Starfighter. Jedi Starfighter spielt kurz nach den Ereignissen von Star Wars: Episode II – Angriff der Klonkrieger und während der Schlacht von Geonosis. Am 17. November 2015 wurde es in Nordamerika für die PlayStation 4 als Teil des limitierten Star-Wars-Battlefront-Konsolenpakets neu veröffentlicht.

## Spielprinzip
In Jedi Starfighter steuert der Spieler verschiedene Raumjäger aus dem Star Wars Universum und versucht in Missionen befreundete Schiffe zu schützen und feindliche Schiffe zu zerstören. Jede Mission hat außerdem ein verstecktes Ziel, durch deren Erfüllung Bonusmissionen, Videos und Raumjäger freigeschaltet werden können. Im kooperativen Modus steuert der zweite Spieler je nach Mission entweder ein eigenes Schiff oder einen Geschützturm.
Die Raumjäger sind mit verschiedenen Waffen ausgestattet, die je nach Mission unterschiedlich effektiv sein können. Außerdem ist die Verwendung von Machtwaffen möglich. Machtwaffen werden durch das Halten bestimmte Tasten aktiviert, welche im richtigen Moment losgelassen werden müssen, um länger anzuhalten und mehr Schaden ausrichten zu können. Des Weiteren sind sie mit einem Cooldown versehen.

## Handlung
Die Geschichte spielt vor und während der Schlacht von Geonosis und handelt von Jedi-Meister Adi Gallia und dem Piraten aus dem vorherigen Spiel, Nym, während Gallia die neue Waffe der Republik testet: den Jedi Starfighter. Sie trifft auf Nym, der im ersten Spiel von der Handelsföderation gewaltsam aus seiner Operationsbasis auf Lok vertrieben wurde. Die Handelsföderation ist gierig darauf, eine mächtige Waffe zu entwickeln, die sie im bevorstehenden Konflikt der Klonkriege einsetzen kann, und die wachsende Bewegung der Separatisten zu erweitern, die sich gegen die Republik auflehnt. Viele beliebte Charaktere aus dem Originalspiel sind auch in diesem Spiel enthalten, darunter Nyms geschwätzige toydarianische Partnerin Reti und die meisten Mitglieder von Nyms alter Crew. Zu den neuen Charakteren gehören Jinkins, ein Bith, der kurz in Star Wars Starfighter erwähnt wird, Captain Orsai, ein mutiger Kreuzerpilot, Kole, Nyms Sprengexperte, und der böse Captain Toth, der Anführer der Söldnerarmee Saboath und der Drahtzieher, der die tödliche Hex-Raketen-Bedrohung erfunden hat, die die Handelsförderation im bevorstehenden Konflikt einsetzen will.

## Entwicklung und Marketing
Auf PlayStation-Hardware wurde die PlayStation-2-Version 2015 über die PS2 Classics Bibliothek auf der PlayStation 3 abwärtskompatibel gemacht. Im Jahr 2016 wurde diese Version auf die PlayStation 4 portiert und Trophäen und verbesserte Grafik hinzugefügt, die PlayStation-3-Version wurde emuliert. Eine Portierung für die PlayStation 5 ist sehr wahrscheinlich aber noch nicht bestätigt.
Auf Xbox-Hardware wurde die Xbox-Version zur Liste der abwärtskompatiblen Spiele für die Xbox 360 hinzugefügt, obwohl dies zu kleineren Fehlern mit geringfügiger Verlangsamung bei der Menüauswahl und bei Übergängen sowie zu kleineren Leistungsproblemen bei Zwischensequenzen führte. Elemente der Oberfläche können zufällig undurchsichtig statt durchsichtig werden.

## Rezeption
Jedi Starfighter wurde bei seiner Veröffentlichung positiv aufgenommen. GameRankings und Metacritic bewerteten die PlayStation-2-Version mit 81,96 % und 81 von 100 Punkten und die Xbox-Version mit 78,35 % und 78 von 100 Punkten.
Das offizielle britische PlayStation 2 Magazine war von dem Spiel sehr angetan und bewertete es mit 8 von 10 Punkten. In der Beschreibung hieß es: „Starfighter kehrt mit einigen willkommenen Neuerungen zurück.“